# 타밀라캄

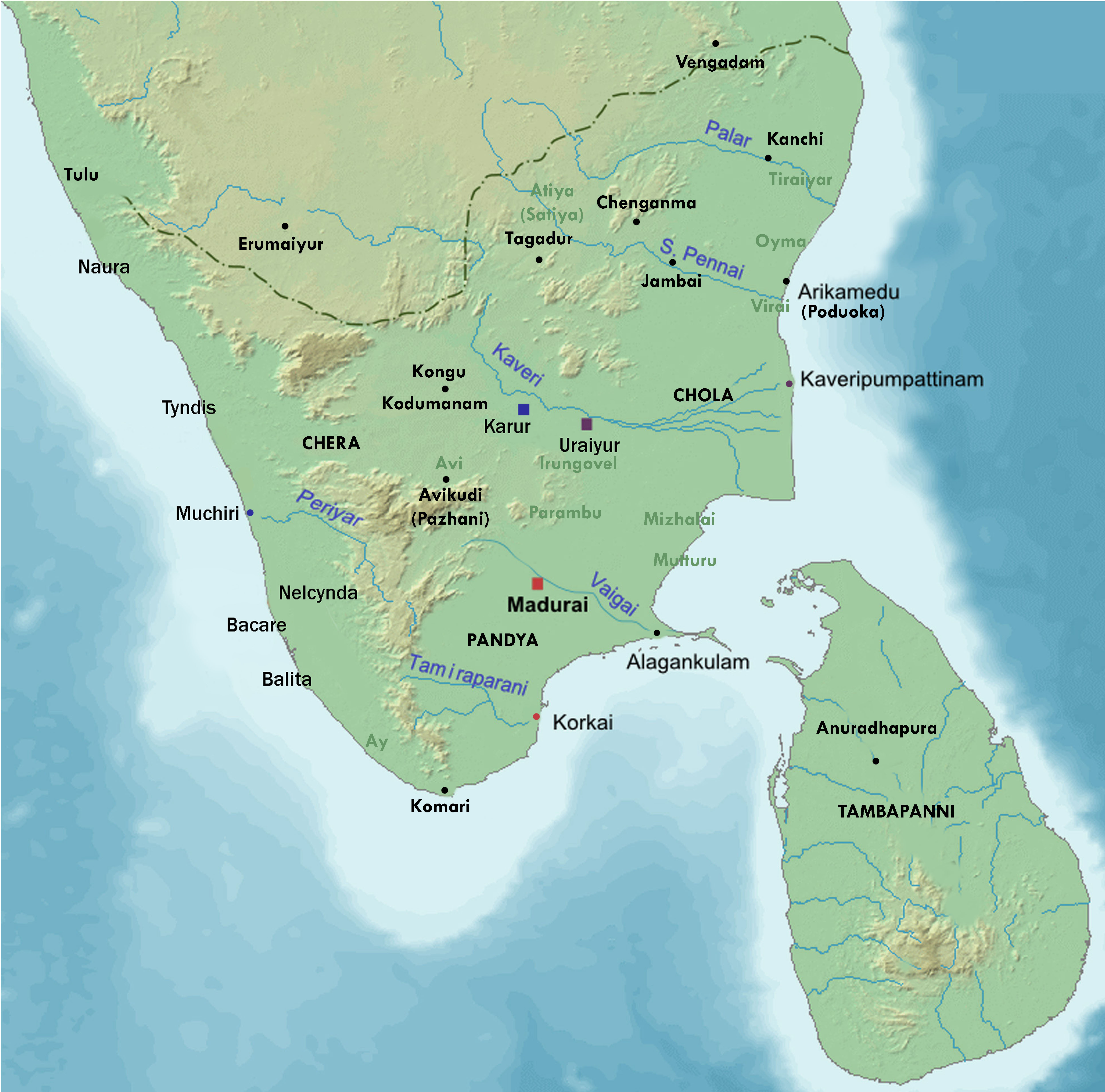
고대 타밀라캄 지역.

타밀라캄(타밀어: தமிழகம்)은 고대 타밀족이 거주했던 지리적 지역으로 인도 아대륙 최남단 지역을 포괄하는 지역이다. 타밀라캄은 오늘날의 타밀나두주, 케랄라주, 푸두체리, 락샤드위프, 안드라프라데시주 및 카르나타카주의 남부 지역을 포함했다. 전통 기록과 톨카피얌은 이 지역을 하나의 문화권이라고 불렀는데, 타밀어가 자연어였고 모든 주민의 문화에 스며들어 있었다. 고대 타밀 국가는 여러 왕국으로 나뉘었다. 그들 중 가장 잘 알려진 것은 체라, 촐라, 판디아, 팔라바였다. 상감 시대에는 타밀 문화가 타밀라캄 밖으로 퍼지기 시작했다. 스리랑카(스리랑카 타밀족)와 몰디브(지라바루스)에도 고대 타밀족 정착촌이 세워졌다.
선사 시대, 고전 시대, 중세 시대, 근대 초기에 타밀라캄 지역 전체는 마우리아 제국부터 무굴 제국에 이르는 북인도 아리아 왕조에 의해 정복되지 않은 채로 남아있었다.
오늘날 인도에서 타밀어 정치인과 연설가는 종종 타밀라캄을 타밀나두만을 지칭하는 이름으로 사용하기도 한다.

### 인용주
1. ↑  Thapar mentions the existence of a common language of the Dravidian group: "Ashoka in his inscription refers to the peoples of South India as the Cholas, Cheras, Pandyas and Satiyaputras - the crucible of the culture of Tamilakam - called thus from the predominant language of the Dravidian group at the time, Tamil".[2]
2. ↑  See, for example, Kanakasabhai.[3]

### 참조주
1. ↑  Iyengar, P. T. Srinivasa (1929년 1월 1일). 《History of the Tamils from the Earliest Times to 600 A.D.》. Asian Educational Services. ISBN 9788120601451.
2. ↑  Thapar 2004, 229쪽.
3. ↑  Kanakasabhai 1904, 10쪽.
4. ↑  Singh 2009, 384쪽.